# Charlene Soraia
Charlene Soraia (* in Sydenham, London) ist eine britische Folksängerin.

## Werdegang
Soraia lernte im Alter von fünf Jahren auf dem Instrument ihres Vaters Gitarre zu spielen. Drei Jahre später trat sie erstmals vor Publikum auf. Nach ihrer Schulausbildung bestand sie – obwohl Autodidaktin – die Aufnahmeprüfung an der BRIT School. Während dieser Zeit erhielt sie erste Einladungen als Gastmusikerin von Künstlern wie Stephen Fretwell, Howard Elliot Payne, Kami Thompson und Jon Allen. Sie schloss sich der Band Retrospect an und 2006 erschien unter dem Titel Lemonade eine erste EP. Ab 2008 bestritt sie wieder Soloauftritte und es erschienen im gleichen Jahr zwei weitere EPs. Mit Daffodils & Other Idylls erreichte sie Platz 1 der britischen Folkcharts auf iTunes.
Der kommerzielle Durchbruch gelang ihr im Herbst 2011 mit einer Coverversion des Hits Wherever You Will Go, im Original von der amerikanischen Rockband The Calling aus dem Jahr 2001, die sie für eine Werbekampagne des britischen Teeherstellers Twinings einspielte. Das Debütalbum Moonchild erschien Anfang Dezember 2011, kam aber nicht über Platz 83 der Charts hinaus.

## Diskografie
Alben
- 2011: Moonchild

EPs
- 2006: Lemonade
- 2008: Daffodils & Other Idylls
- 2008: Postcards from iO
- One of the Sun

Singles
- 2011: Wherever You Will Go